# کیک نارگیلی
کیک نارگیلی یک دسر محبوب در مناطق جنوبی ایالات متحده است . روی این کیک با یخ چینه های سفید و تکه های نارگیل تزئین می شود. 

## انواع مختلف
به طور معمول انواع مورد استفاده در کیک نارگیل، کیک های سفید یا زرد هستند. در حالی که در برخی از دستور العمل ها به معنای وجود نارگیل در کیک نیستند، بلکه آنها شیر را با شیر نارگیل جایگزین می کنند و یا از عصاره نارگیل استفاده می کنند.  همچنین معمول است که کیک ها را با یک نوع شیره بپوشانند تا بیشتر مرطوب شود. غالباً لایه های کیک با کاستارد یخ زده سفید یا خمیر نارگیل پر می شوند.  به طور سنتی ، کیک در هفت دقیقه خنک می شوند.   

بسیاری از جنوبی های آمریکا نسخه های غیر سنتی کیک نارگیل را نیز تهیه می کنند. یکی از تغییرات محبوب ، جفت کردن نارگیل با سایر طعم دهنده ها ، به ویژه با پر کردن کیک با یک کرم لیمو برای اضافه کردن طعم ترش به یک کیک معمولاً بسیار شیرین است. در کیک مخملی قرمز، کیک دیگری که در جنوب مشهور است ، بعضی اوقات پوست نارگیل خرد شده را روی آن تزئین می کنند.  

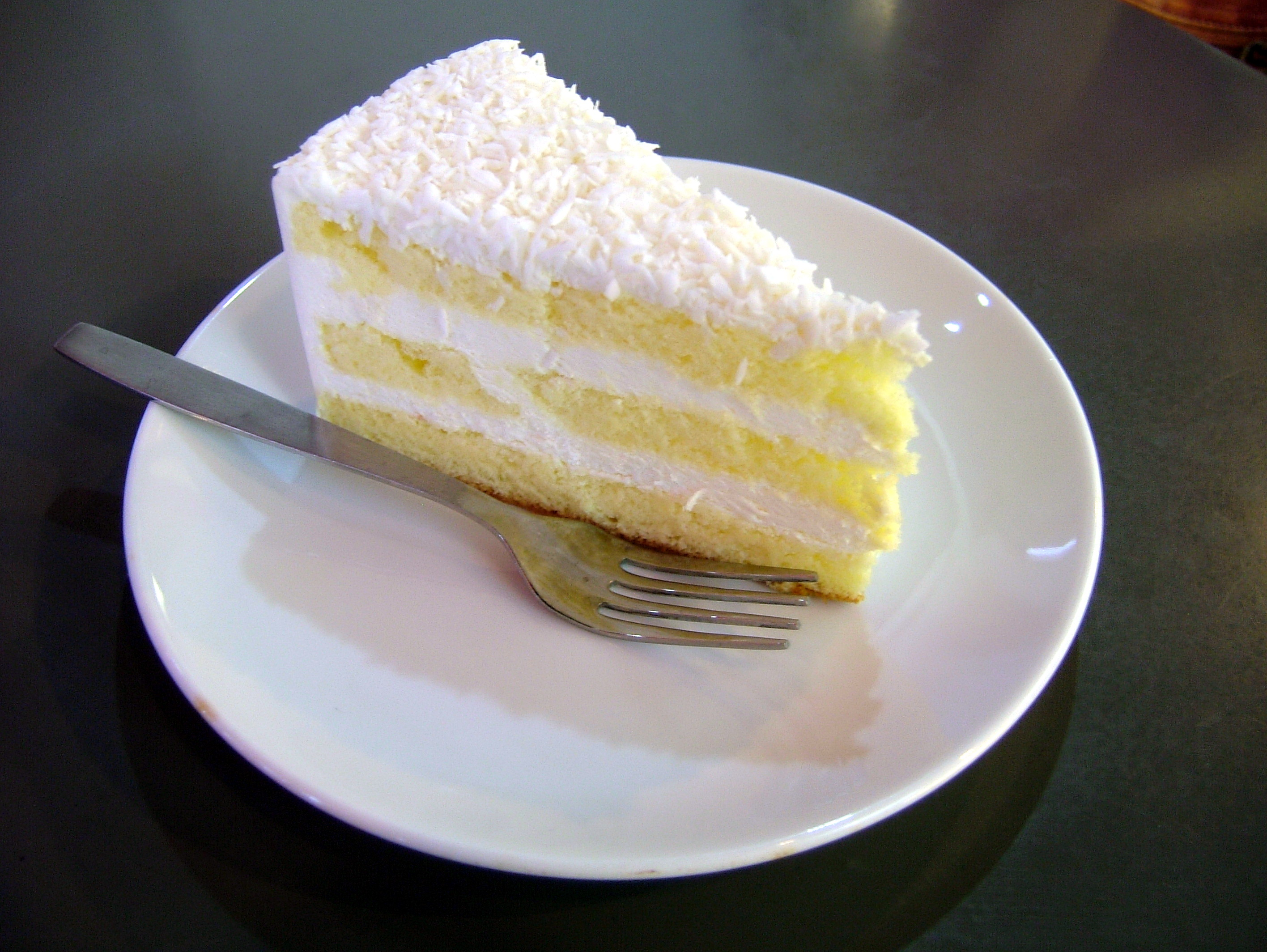
یک تکه کیک نارگیل لایه ای